# كشف عن البرق

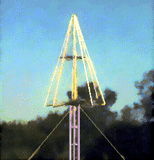
جهاز كشف عن البرق في مركز كينيدي للفضاء في ولاية فلوريدا الأمريكية.

الكشف عن البرق هو أسلوب علمي يهدف إلى دراسة خواص برق المتشكل أثناء العواصف الرعدية باستخدام أجهزة خاصة. إنّ أقدمَ كاشفٍ اختُرِعَ للتحذير من اقتراب عاصفة رعدية هو جرس فرانكلين، والذي ينسب إلى بنجامين فرانكلين، الذي ركّبه في منزله.
 حديثاً، يتمّ الكشف اعتماداً على طيفٍ واسعٍ من الموجات الكهرومغناطيسية، بما فيها نبضات تردّد الراديو. إنّ الزمن الذي تصل فيه نبضة من تفريغ برق ما إلى عدّة مستقبلات يمكن استخدامه من أجل تعيين مصدر التفريغ.

## أنماط أجهزة الكشف عن البرق
توجد ثلاثة أنماط رئيسية من أجهزة الكشف عن البرق:
- جهاز أرضي، حيث أن قاعدته تكون مثبتة بالأرض وتكون الهوائيات مشرعة إلى الأعلى
- جهاز متنقل، وغالباً ما يكون محمولاً على طائرة
- حهاز فضائي، حيث يكون ضمن الأجهزة الموجودة في السواتل الفضائية

تعمل طبقة الغلاف الأيوني (الأيونوسفير) عمل دليل موجي، ممّا يسمح بالتقاط موجات ذات تردّد منخفض جدّاً وتردّد بالغ الانخفاض؛ حيث تنتشر النبضات الكهرومغناطيسية المُنبَثّة من الصواعق داخل ذلك الدليل الموجي، والذي يكون مشتّتاً، ممّا يعني أنّ سرعة الزمرة معتمدة فيه على التوتّر. يكون الفرق بين زمن تأخّر الزمرة لنبضة برق عند تواترات متجاورة متناسباً مع المسافة بين جهازي البثّ والاستقبال. بالتالي، وبالاستعانة بوسائل تحديد الاتجاه، يمكن تحديد موقع ضربات البرق والصواعق إلى مسافاتٍ بعيدةٍ عن مصدرها. بالإضافة إلى ذلك، يستخدم رنين شومان عند تردّد مقداره 7.5 هرتز لتحديد نشاط العواصف الرعدية على كوكب الأرض.
إلى جانب الوسائل الأرضية للكشف عن البرق يمكن الاستعانة بالسواتل والأقمار الاصطناعية لرصد توزّع البرق، من ضِمنها مهمة قياس تساقط الأمطار الاستوائية (TRMM)، التي أطلِقَت في 28 نوفمبر سنة 1997؛ وكذلك أقمار ميتيوسات المُشغَّلة من المنظمة الأوربية للأرصاد الجوية (EUMETSAT)، بالإضافة إلى قمر الرصد البيئي العامل ذو المدار الثابت GOES-16 المُشغَّل من الإدارة الوطنية للمحيطات والغلاف الجوي الأمريكية.